# Liseborgcentret
Liseborgcentret er et idrætsanlæg i bydelen Liseborg i den sydlige del af Viborg. Anlægget blev etableret fra 1970-1973 af først Cricketklubben Olympia og senere kom flere klubber til og er ejet af Viborg Kommune. Det benyttes i dag blandt andet til hjemmekampe for Viborg Squash Club, hjemmekampe for Søndermarkens IKs aktiviteter og Team Viborgs hold i 3F Ligaen.

## Historie
Søndermarkens Idræts Klub (SIK) blev stiftet i 1938, og spillede fra 1939 sine fodboldkampe på anlægget ved Sønæs i nærheden af Viborgs midtby. I 1973 blev det nye Liseborg Centret indviet i byens sydlige del, og SIK flyttede derefter aktiviteterne dertil.
I 1989 blev Liseborg Hallen opført på området med hjælp fra frivillige kræfter, og to år senere blev helt nye omklædningsfaciliteter indviet. Flere dele af anlægget blev i årene 2009 og 2010 renoveret for 2.7 millioner kroner.

## Faciliteter
Liseborgcentret indeholder i dag faciliteter til udøvelse af flere sportsgrene. Der findes to baner til beachvolley, fem petanquebaner, én cricketbane, to squashbaner (Viborg Squash club), håndboldhal, tennishal samt 7 udendørs tennisbaner.
Fodbold spilles på ni baner. Hovedbanen hedder "Leofield Road", opkaldt efter den forhenværende stadioninspektør Leo Christensen. Leofield er hjemmebane for Team Viborg og Søndermarkens IK.

## Fodnoter
1. 1 2  Jyskfodboldhistorie.dk. "Viborg Søndermarken IK - Lokalsamfundet". Hentet 1. april 2012.
2. ↑  Thomsen, Jakob Thorup (2009-11-05). "Liseborgcentret får den store omgang". Viborg Stifts Folkeblad. Hentet 1. april 2012.

56°25′57.37″N 9°22′32.8″Ø / 56.4326028°N 9.375778°Ø